# Rorschach (série)

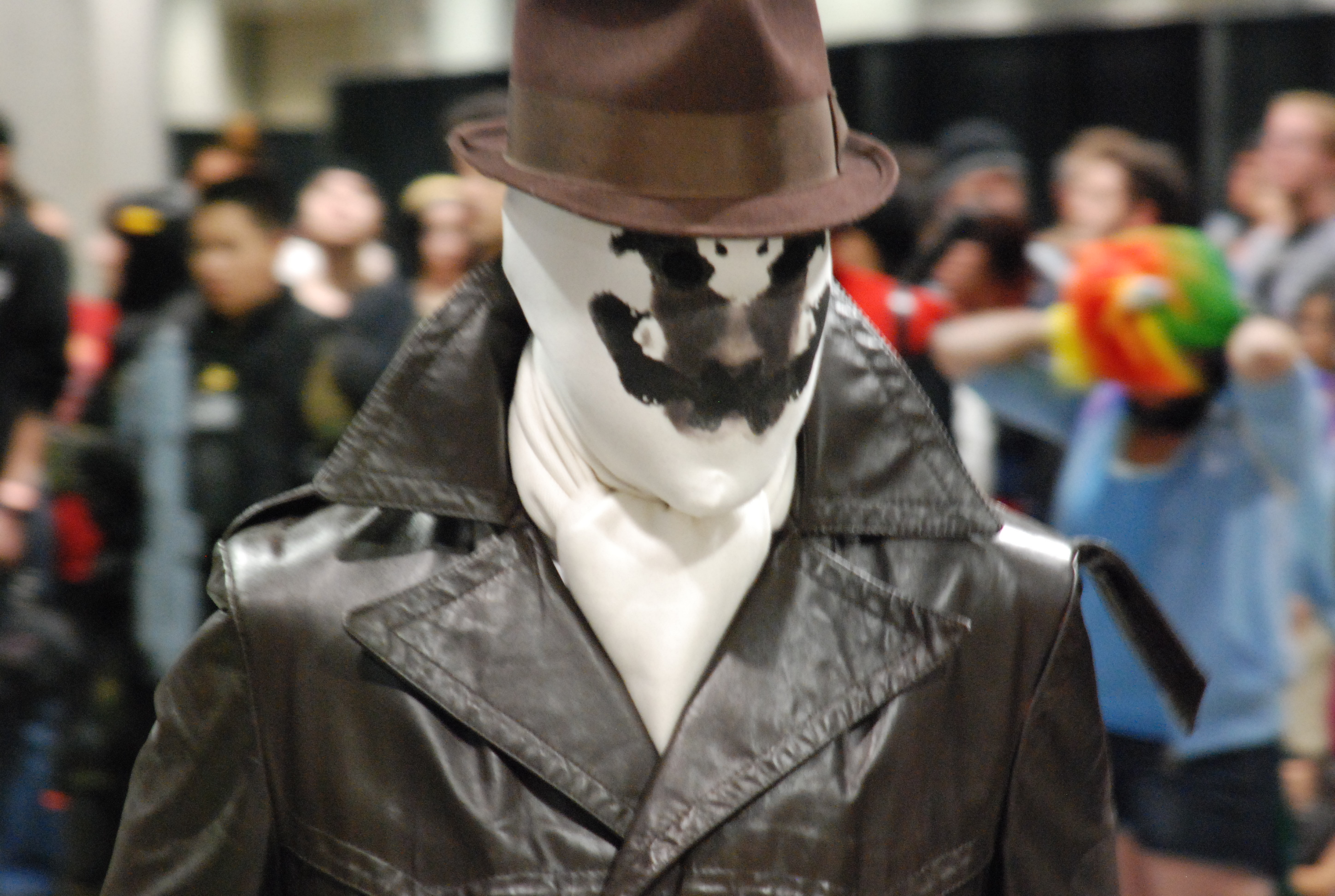
Cosplay de Rorschach.

Rorschach é uma graphic novel que está sendo publicado desde 13 de Outubro de 2020. A história está sendo escrita por Tom King  e desenhada por Jorge Fornés , com cores por Dave Stewart e letras por Clayton Cowles. Em Rorschach,é confirmado que Walter Kovacs, está realmente morto. Então, o protagonista é Reginald “Reggie” Long, filho do psiquiatra que tratou Kovacs.  
Em entrevista, King e Fornes disseram que este novo Rorschach estaria sendo investigado pela morte do presidente dos Estados Unidos. Eles também adiantaram que, ao contrário de Kovacs, que interpretava o bem e o mal de forma maniqueísta pelo viés de objetivismo da autora russa Ayn Rand, esta nova versão se baseará no conceito de pluralismo da filósofa alemã Hannah Arendt — o que significa que  terá visões conflitantes, na comparação entre ambos os personagens.

## Sinopse
Segundo a DC Comics,  a trama se passará 35 anos após os eventos da série original, Watchmen, quando o anti-herói protagonista foi desintegrado pelo Doutor Manhattan.
A nova série sugere que Rorschach irá resurgir para tentar matar o primeiro rival político do Presidente Robert Redford, obrigará o investigador responsável pelo caso a investigar o passado do personagem. 
"Faz 35 anos que Ozymandias foi exposto por jogar uma lula telepática gigante sobre a cidade de Nova Iorque, matando milhares e acabando com a confiança que o público tinha nos heróis de uma vez por todas. Os Minutemen se foram; apenas a memória deles permanece viva. O infame Rorschach tornou-se um ícone cultural, desde que o Dr. Manhattan o transformou em pó.Rorschach pode ter falado a verdade, mas ele não era um herói.
Então, o que significa quando Rorschach reaparece como parte de de um caso que envolve um par de assassinos tentando matar o primeiro candidato a se opor ao presidente Robert Redford em décadas? Siga um determinado detetive, enquanto ele caminha para trás no tempo, descobrindo as identidades e os motivos dos possíveis criminosos, levando-o a uma profunda conspiração de invasões alienígenas, benfeitores desonrados, visões místicas e, sim, histórias em quadrinhos."

## Ligações Externas
https://www.legiaodosherois.com.br/2020/dc-hq-solo-rorschach.html.
https://geekofnerd.com.br/2020/07/15/tom-king-vai-escrever-nova-hq-sobre-o-rorschach/.
https://canaltech.com.br/quadrinhos/nova-hq-de-rorschach-tera-a-participacao-dos-outros-watchmen-171518/.
https://canaltech.com.br/quadrinhos/watchmen-rorschach-tera-nova-historia-que-se-passa-35-anos-apos-trama-original-168145/https://br.ign.com/watchmen/83056/news/dc-comics-anuncia-rorschach-sequencia-de-watchmen.
https://www.omelete.com.br/quadrinhos/watchmen-rorschach-hq-derivada-tom-king-jorge-fornes.
https://www.dccomics.com/comics/rorschach-2020/rorschach-1.